# Orgyia
Orgyia é um gênero de traça pertencente à família Arctiidae.